# Larry Sanders
Larry Sanders (ur. 21 listopada 1988 w Fort Pierce) – amerykański koszykarz występujący na pozycji środkowego.

## College
Sanders przyjął ofertę koledżu VCU mieszczącym się w Richmond. Występował tam na pozycji silnego skrzydłowego, w pierwszych dwóch sezonach grał u boku Erica Maynora, z którym doprowadzili VCU do NCAA Tournament. Na meczu pierwszej rundy z koledżem z UCLA
zakończyli swą przygodę. W ciągu trzech sezonów w NCAA Sanders dwukrotnie zdobył nagrodę najlepszego obrońcy konferencji.

## Kariera profesjonalna
Larry jako senior w NCAA został automatycznie zgłoszony do NBA Draftu. Został wybrany z 15 numerem przez ekipę Milwaukee Bucks.
W lutym 2011 został wysłany na tydzień do NBA D-League.
13 marca 2017 podpisał umowę do końca sezonu z Cleveland Cavaliers. Klub zwolnił go 12 kwietnia.

## Kontrowersje
4 kwietnia 2014 został zawieszony na 5 spotkań z powodu wykrycia w jego organizmie marihuany.
W czerwcu 2014 roku na jaw wyszło, jakoby w trakcie sezonu 2012-13 Sanders miał uderzyć w twarz swojego ówczesnego kolegę z drużyny – Mike Dunleavy'ego.

## Osiągnięcia
Na podstawie, o ile nie zaznaczono o inaczej.
NCAA
- Uczestnik turnieju NCAA (2009)
- Mistrz:
  - turnieju konferencji Colonial Athletic Association (CAA – 2009)
  - sezonu regularnego CAA (2008, 2009)
- Obrońca Roku CAA (2009, 2010)
- Zaliczony do:
  - I składu:
    - CAA (2010)
    - defensywnego CAA (2008–2010)
    - pierwszoroczniaków CAA (2008)

  - II składu CAA (2009)

## Statystyki w NBA
Na podstawie Basketball-Reference.com (ang.)

### Sezon regularny
| Sezon   | Drużyna   | M   | S5  | MPG  | FG%   | 3P%  | FT%   | RPG | APG | SPG | BPG | PPG |
| ------- | --------- | --- | --- | ---- | ----- | ---- | ----- | --- | --- | --- | --- | --- |
| 2010/11 | Milwaukee | 60  | 12  | 14,5 | 43,3% | –    | 56,0% | 3,0 | 0,3 | 0,4 | 1,2 | 4,3 |
| 2011/12 | Milwaukee | 52  | 0   | 12,4 | 45,7% | 0,0% | 47,4% | 3,1 | 0,6 | 0,6 | 1,5 | 3,6 |
| 2012/13 | Milwaukee | 71  | 55  | 27,3 | 50,6% | 0,0% | 61,8% | 9,5 | 1,2 | 0,7 | 2,8 | 9,8 |
| 2013/14 | Milwaukee | 23  | 20  | 25,4 | 46,9% | 0,0% | 47,3% | 7,2 | 0,8 | 0,8 | 1,7 | 7,7 |
| 2014/15 | Milwaukee | 27  | 26  | 21,7 | 50,0% | –    | 50,0% | 6,1 | 0,9 | 1,0 | 1,4 | 7,3 |
| 2016/17 | Cleveland | 5   | 0   | 2,6  | 25,0% | –    | 100%  | 0,8 | 0,0 | 0,2 | 0,2 | 0,8 |
| Razem   |           | 238 | 113 | 19,5 | 48,0% | 0,0% | 55,3% | 5,7 | 0,7 | 0,6 | 1,8 | 6,4 |

### Play-offy
| Sezon | Drużyna   | M | S5 | MPG  | FG%   | 3P% | FT%   | RPG | APG | SPG | BPG | PPG  |
| ----- | --------- | - | -- | ---- | ----- | --- | ----- | --- | --- | --- | --- | ---- |
| 2013  | Milwaukee | 4 | 4  | 28,3 | 57,6% | –   | 45,5% | 8,3 | 1,3 | 0,8 | 1,3 | 10,8 |
| Razem |           | 4 | 4  | 28,3 | 57,6% | –   | 45,5% | 8,3 | 1,3 | 0,8 | 1,3 | 10,8 |